# Старий Ропськ
Старий Ропськ (літописний Ропеськ, рос. Старый Ропск) — село в Росії, у Климівському районі Брянської області. Входить до Новоропського сільського поселення. Населення становить 202 осіб (2010). У селі міститься пам'ятка української козацької архітектури XVIII століття — церква Різдва Пресвятої Богородиці.

## Положення
Лежить над річкою Ірпою, за 3 км від села Новий Ропськ.

## Історія

### Руська доба
Ропськ був осідком удільного Ропського князівства. Вперше згадується як Ропеськ в Іпатіївському літописі під 1159 роком, коли княгиня та дружина Ізяслава Давидовича знайшла тут прихисток, звідки князь Ярослав Всеволодович провів її до міста Гомія до свого чоловіка:
| Оригінал |  | Переклад |
| --- |  | --- |
| кнѧгини же бѣжа к зѧти Глѣбови Переӕславлю. и ѿтудѣ ѣха на Городокъ. та на на Е Глѣбль. та на Хороборъ. та на Ропескъ. Ӕрославъ же Всеволодичь. оутѣшивъ и почтивъ ю Ропескѣ. допровади ю. до Гомъӕ ко Изѧславу |  | Княгиня ж утекла до зятя Гліба [Юрійовича] в Переяславль, а звідти поїхала на Городок [Остерський], та на Глібль, та на Хоробор, та на Ропеськ. Ярослав же Всеволодович, утішивши її і склавши їй честь у Ропську, допровадив її до Гомія, до Ізяслава. |

### У Гетьманщині та Російській імперії

Церква Різдва Пресвятої Богородиці XVIII століття

1620 року село Ропськ з довколишніми селами були надані у володіння поляку Салтану, який створив тут власницьку Ропську волость. Після створення держави Війська Запорозького (України), село належало до Топальської сотні Стародубського полку Гетьманщини. У 1665 році гетьман Іван Брюховецький надав селище Ропськ у володіння Михайлові Рубцю, що було підтверджено у 1670 році універсалом гетьмана Дем'яна Многогрішного. Втім 1679 року, після того, як син Михайла Рубця Іван був засуджений за підробку документів, гетьман Іван Самойлович відібрав у Рубців волость та приєднав її до гетьманських володінь.
За переписом Малоросії 1723 року, було селом Ропської волості, мало 24 козацьких дворів, 37 дворів «ґрунтових» посполитих і 27 хат «бобилів». 1741 року Ропська волость була подарована Іванові Неплюєву, але у серпні 1742 року її було передано від Неплюєва до Олексія Розумовського, від якого волость успадкував його брат і колишній гетьман Кирило Розумовський. Згідно зі статистичним описом Малоросії 1781 року, село належало графові Розумовському, тут налічувалося разом 129 дворів і 182 хати, з них козацьких: 45 дворів, 60 хат і 4 бездвірних хат; козацьких підсусідських: 6 дворів, 7 хат і 4 бездвірних хат; селянських: 70 дворів, 91 хата і 4 бездвірних хат; підсусідських «різночинських»: 8 дворів і 12 хат.
Після ліквідації полкового устрою Гетьманщини у часи входження до Російської імперії село Старий Ропськ належало до Новоропської волості Новозибківського повіту Чернігівської губернії. Станом на 1859 рік Старий Ропськ (Робськ) був державним селом, у якому налічувалося 136 дворів і 1121 мешканець (537 чоловіків і 584 жінок), діяла православна церква та сільська розправа. Село тоді лежало на транспортній дорозі з Новозибкова до Новгород-Сіверського. У 1885 році у селі було 170 дворів і 1151 житель, православна церква, школа, 2 маслобійні заводи та 4 вітряних млини. За переписом населення Російської імперії 1897 року в селі мешкало 1426 осіб (640 чоловіків та 786 жінок), з них 1414 православних. У 1901 році село замешкував 1761 житель (878 чоловіків і 883 жінок).

### Українська державність у 1917—1918 роках
Після того, як у 1917 році було повалено російське самодержавство, Українська Центральна Рада 10 (23) червня 1917 року у Першому Універсалі проголосила про автономію України у складі Росії. У Тимчасовій інструкції, яку Тимчасовий уряд Росії надіслав Генеральному секретаріатові УЦР, повноваження українського уряду поширювалися серед інших й на Чернігівську губернію, але без Новозибківського повіту. Проте Третім Універсалом Української Центральної Ради від 7 (20) листопада 1917 проголошувалося про створення автономної Української Народної Республіки, до якої серед іншого повністю увійшла Чернігівська губернія. Четвертий Універсал Української Центральної Ради від 9 (22) січня 1918 року проголосив незалежність Української Народної Республіки. Після російської радянської окупації України Стародубщина формально залишалася у складі маріонеткової Радянської України до 1919 року.

### Радянські часи
Згідно з договором про кордон між РСФРР і УСРР у травні 1919 року, Стародубщину було передано до складу РСФРР і приєднано до Гомельської губернії. З 1926 року — у складі Брянської губернії, з 1929 року — Західної області, з 1937 року — Орловської області. З 1944 року в Брянській області.

### Сучасність
У липні 2014 року, під час гібридної війни Росії проти України, у лісі біля Старого Ропська розташовувався табір російської військової техніки.

## Населення
За переписом 2002 року чисельність населення села становило 267 осіб. За переписом 2010 року в Новому Ропську проживало 202 осіб.

## Пам'ятки

Церква Різдва Пресвятої Богородиці

- Дерев'яна церква Різдва Пресвятої Богородиці (Пречистенська церква)[17]. Пам'ятка української козацької архітектури XVIII століття[18]. Точний час побудови залишається невідомим[17]. За одним з припущень, зведена за часів гетьмана Івана Мазепи (1687—1709)[18]. Історик Василь Слободян датує її 1730 роком[19].

## Особистості

### Народилися
- Іван Філонов (1912—1989) — український радянський діяч, інженер-металург.

### Пов'язані із селом
- Семен Гаркуша (1739—?) — запорозький козак, гайдамака, деякий час переховувався в Ропську[20].